# Literární toulky po Čechách
Literární toulky po Čechách je první díl třídílné literárněmístopisné série českého spisovatele Vladimíra Kováříka. Kniha vyšla v roce 1977, po ní následovaly Literární toulky Moravou (1978) a Literární toulky Prahou (1980). Druhé, opravené a doplněné vydání pochází z roku 1984. Kniha čtenáře provází jednotlivými kraji a podává informace o vztahu jednotlivých míst k literatuře. Zamýšlí se především nad autory, kteří se těmito místy inspirovali či v nich vyrůstali nebo žili. Pozornost je věnována zejména starší literatuře od dob obrozeneckých do roku 1945. Kniha je doplněna autorskými kresbami či fotografiemi míst. V rámci tématu se jedná o neobyčejně rozsáhlé a významné dílo, vyrůstající z dlouholetého shromažďování materiálů.

## Obsah

### Krkonoše
Část knihy, která je věnována právě Krkonošům, začíná stručným vymezením, kde se toto pohoří nachází. Čtenáři prochází horami s knížkami, které tento kraj inspiroval. Autor vysvětluje, kdo je pánem hor, kdo zde, v Krkonoších, vládne. Tím je Krakonoš – dříve obr s kyjem v ruce, který rozpoutává bouře. Poctivému lidu byl ochráncem, lakomce však spravedlivě trestal. Postava Krakonoše je touto částí prolínána celou dobu.
V knize je popsáno, v jakých literárních dílech se o Krakonošovi píše. Mezi taková díla patří například kniha Václava Řezníčka – Mandel šibalství a kousků Krakonošových. Příběhy o Krakonošovi byly v dalších dobách nově zpracovávány. Jedná se například o dílo Marie Kubátové – Pohádky o Krakonošovi. Dalšími autory, kteří obsadili do svých děl tuto postavu, byli Václav Kliment Klicpera či František Ladislav Čelakovský.
Další část vypráví o Krkonoších, jako cíli mnoha poutníků. Jedním z takových byl Josef Dobrovský, který vydal první český cestopis po Krkonoších v časopise Čechoslav. Ve stejném časopise byla vytištěna balada Václava Klimenta Klicpery s názvem Krkonošská kleč. Jedná se o příběh, který pojednává o dvou mladých lidech (Kruska a Střelmil), kteří se milují.
Autor vypráví o tom, jací další spisovatelé Krkonoše navštívili. Mezi nejznámější patří Karel Hynek Mácha nebo Josef Jungmann. Dále jsou v knize zmiňovány postavy, které se v Krkonošských dílech také objevují, ale jsou jen zčásti reálné. Tím jsou postavy krkonošský myslivec a baba kořenářka.
První část Krkonošského putování vede od východu na západ od města Úpice, které je spojeno s Jiráskovými a Čapkovými díly. O spisovateli Karlu Čapkovi a jeho rodině se v díle autor zmiňuje více. Přidává úsek z jedné z prvních knih bratří Čapků Krakonošova zahrada. Vypráví i o Josefu Čapkovi a rodném domu Čapků. Dalším městečkem, kam se Čapkovi přestěhovali, byly Malé Svatoňovice.
Města, o kterých autor hovoří, jsou například Trutnov nebo Dvůr Králové nad Labem. Rodišti velmi významných spisovatelů jsou Bílá Třemešná Jana Amose Komenského nebo Miletín Karla Jaromíra Erbena. Nová Paka je místo ve kterém se narodila převážně většina malířů. Mezi nimi však nalezneme jednoho spisovatele, který odtud pocházel a tím je Josef Karel Šlejhar. Městem, které vede přímo do Krkonoš, je Jilemnice. Ta se v dílech tvůrců často objevuje. Hlavním dílem, které je zasazeno do tohoto místa je dílo Jaroslava Havlíčka – Petrolejové lampy, s původním názvem Vyprahlé touhy.
Autor v úseku Krkonoš poznamenává pouze významné autory literárních děl, ale také se zmiňuje o některých stejně významných lidech z těchto měst. Příkladem je Bohumil Hanč. Kovářík se také velmi rozepsal o městě Vrchlabí, kudy procházel Karel Hynek Mácha. Píše o Karlu Václavu Raisovi. Jeho zážitky jsou vypsány v románové kronice O ztraceném ševci. Neobjevují se tu však pouze pánové, ale i dámy jako jsou spisovatelky Amálie Kutinová a její dcera Marie Kubátová. Autor neopomněl ani menší městečka a vesnice – Hořice, Ostroměř, Kuks. Rodákem Lázní Bělohrad je Karel Václav Rais, v jejichž okolí se odehrávají děje jeho povídek. Dále například Stanový, rodiště Antonína Zemana neboli Antala Staška, který tak kapitolu o Krkonoších ukončuje.

## Interpretace
Autor se v díle soustředí na popis spisovatelů a jejich literárních děl spojených s Krkonošemi. Název knihy napovídá, že se jedná o toulky v pohoří Krkonoše. Krása měst a přírody je zde v paralelním postavení. Účelem však bylo představit a zavzpomínat na různé literární skvosty, které vznikaly či se inspirovaly touto oblastí.
Spisovatel však nehovoří jen objektivně. Do svého díla přidává i ukázky jednotlivých děl, které obohacují knihu a zároveň nám umožňují vidět, jak si spisovatelé, již z dřívějších dob, vytvářeli názor na krajinu Krkonoš. Například dílo bratří Čapků Krakonošova zahrada vypráví: Krakonošova zahrada, ono do tvrdé země zaryté údolí Úpy, kolem něhož se rýsují veliké, svaté, pohádkové obrysy: Sněžka, Kozí hřbet, Brendy, Žaltman, Hejšovina …Zjara prýští ze skal a lesů stříbrná vlhkost, zurčí praménky a řítí se bystřiny, a snad nikde na světě pak nevykvete tolik slziček vřesu a mateřídoušky, hořkého koření, tolií a vstavačů jako tam. Vzácně a tajemně vyrůstá v Krkonoších oměj a divá lilie, mocné je kouzlo kapradin a divných přesliček...

## Styl
Autor píše v uměleckém stylu. Postup je pak informační i vyprávěcí. Text je připravený, strukturovaný a popisuje s účelem předání informací posluchači. Autor postupně přechází z jedné oblasti Krkonoš do druhé, od jednoho spisovatele k druhému. Text je přehledný. Tučně jsou zvýrazněny názvy měst a vesnic. Nechybí ani odstavce a kurzívou označeny názvy literárních děl. Jazyk je spisovný a někdy zastaralý, tudíž některým slovům se nedá moc rozumět (např. nepravost, témže, tklivý, pamflet, přechodník nedbajíce). Autor využívá dosti bohatou slovní zásobu – přívlastky, tedy převážně spoustu rozmanitých přídavných jmen (např. horský, záludný, zlomyslný, romantickém, dramatické, mladých).
Spisovatelky Amálie Kutinová a Marie Kubátová se zajímaly o dění ve městech, lidové tradice a zaznamenávaly si různé historky lidu. Jednou ukázkou, kterou autor vložil do své knihy, je píseň, kterou si zpíval a sám složil jeden dělník v prádelně. Je obrazem lidové tvořivosti. V textu básně můžeme vidět, že jazyk těchto lidí byl prostě sdělovací, lidé mluvili spontánně, někdy pouze pro sebe, jelikož pro ně byla velmi důležitá fyzická práce. Objevují se tu proto nespisovné výrazy („vod samýho rána“, „svý“, „tmavý noci“).
Vod samýho rána až do tmavý noci

člunkem házím sem a tam.

K jídlu jen bandory, nemastný kyselo,

diu se hladem nemotám.

Faktor nás sužuje,

platu uterhuje,

ach, kdo se nás zastane,

kdy poctivej kallec za svý bennožení

pořánnej plat dostane!

## Přijetí díla
Kniha byla přijata dobovou kritikou velmi pozitivně. Literární kritik Otakar Chaloupka ve Zlatém máji dílo označil za ojedinělé svým význam a rozsahem. Ocenil dlouholeté shromažďování, třídění a hodnocení materiálů a četné výpravy do archivů, matrik či přímo na zachycovaná místa. Dílo popsal jako klíčové pro literární výchovu mladé generace, s tím, že publikací a příruček týkajících se literatury a určených mládeži bylo v 70. letech velmi málo. Také publikace Mladý knihovník nazvala Kováříkovu práci dílem, které nemá obdoby, a vyzdvihla bohatou nabídku fotografií a orientačních map. Časopis Pochodeň ocenil skutečnost, že kniha dokazuje živé sepětí mezi českými spisovateli a krajinou, z níž vyrůstají; za hlavní přednost knihy pak označil Kováříkův tvůrčí vklad.